# Franz de Paula von Colloredo-Wallsee
Franz de Paula von Colloredo-Wallsee (Vienna, 29 ottobre 1799 – Zurigo, 26 ottobre 1859) è stato un diplomatico e nobile austriaco.

## Biografia

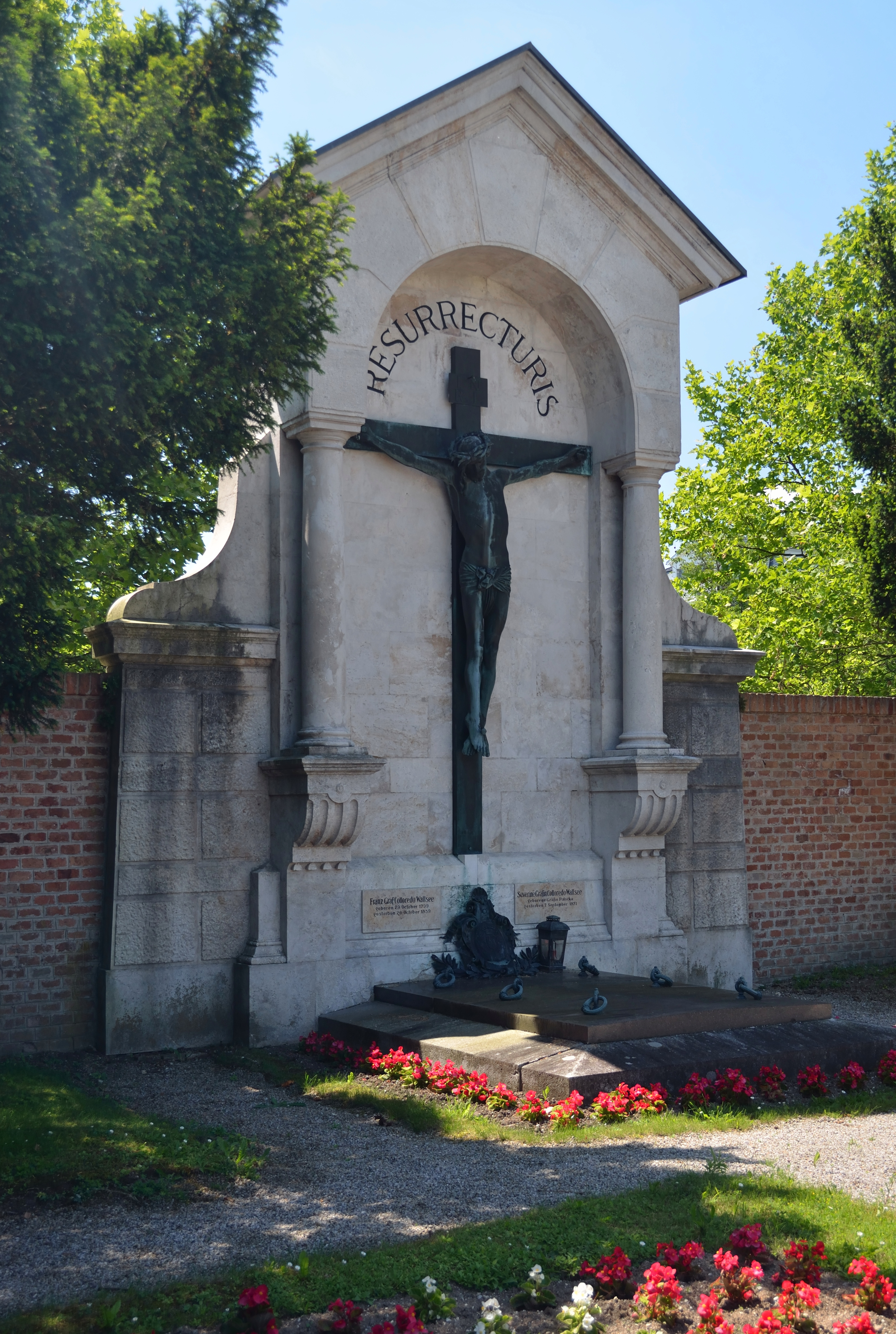
La tomba nel cimitero di Inzerdorf an der Traisen

Franz de Paula era membro della nobile famiglia austriaca dei Colloredo, di origini italiane. Era il figlio del ministro di stato Franz de Paula Karl von Colloredo che morì nel 1806. Dopo la morte prematura di suo padre, l'imperatore Francesco I si prese cura direttamente dell'allora bambino di 6 anni e pertanto egli venne ben presto arruolato nell'esercito. Nel 1820, ad ogni modo, decise di intraprendere la carriera diplomatica.
Nel 1830 venne destinato alla sede d'ambasciata di Dresda e dal 1837 passò a Monaco di Baviera. Tra il 1843 ed il 1847 fu ambasciatore a San Pietroburgo.
Dal 12 marzo al 14 maggio 1848 fu rappresentante del governo austriaco all'assemblea nazionale tenutasi a Francoforte. Dal 19 gennaio 1849 al 5 novembre 1849 fu ambasciatore a Londra, carica alla quale venne riconfermato nuovamente dal 1º maggio 1852 sino al 25 gennaio 1856. Dal 1856 sino alla propria morte fu ambasciatore imperiale presso la Santa Sede, risiedendo stabilmente a Palazzo Venezia. Morì a Zurigo il 26 ottobre 1859.

## Onorificenze
| Controllo di autorità | VIAF (EN) 72150667 · CERL cnp01080402 · GND (DE) 116639598 |